# George Boateng
George Boateng (Nkawkaw, Ghána, 1975. szeptember 5.) ghánai születésű holland labdarúgó, posztját tekintve középpályás,edző.

## Pályafutása

### Kezdeti évek
Boateng 1994-ben, az Excelsior Rotterdamban kezdte profi pályafutását, majd 1995-ben a Feyenoordhoz igazolt, ahol összesen 70 mérkőzésen lépett pályára.

### Coventry City FC
1998-ban 220 ezer fontért az angol Coventry Cityhez igazolt. Hamar beilleszkedett és fontos tagja lett annak a csapatnak, mely az 1997/98-as idényben 11. helyen végzett a Premier League-ben. 1999. február 28-án két gólt is szerzett az Aston Villa ellen a Villa Parkban. Csapata 4–1-re győzött, a Coventry azelőtt 63 évig képtelen volt ezen a pályán nyerni.

### Aston Villa FC
1999 nyarán 4,5 millió fontért leigazolta az Aston Villa. 2000-ben FA-kupa-döntőt játszhatott csapatával a Chelsea ellen, de nyerniük nem sikerült. Bár fontos tagja volt a csapatnak, a 2001/02-es szezonban összeveszett a menedzserrel, Graham Taylorral, ezért mennie kellett. Minden sorozatot egybevéve 131 alkalommal játszott a csapatban.

### Middlesbrough FC
Boateng 2002-ben 5 millió font ellenében a Middlesbrough-hoz igazolt. A 2002/03-as idény első meccsén, a Southampton ellen debütált. Hamar bekerült a kezdőbe és ő lett a Boro első számú védekező középpályása. 2004-ben megnyerte csapatával a Ligakupát. 2004. október 2-án a Blackburn Rovers ellen megszerezte első gólját a vörös mezeseknél, nem sokkal később azonban eltört az egyik lábujja, ami miatt nyolc hétig nem játszhatott. Ez a Middlesbrough formáján is meglátszott, a negyedikről a tizenegyedik helyre zuhant a gárda. Felépülése után UEFA-kupa-indulást érő helyhez segítette a klubot. A csapat végül bejutott a döntőbe, melyet elveszített a Sevilla ellen.
2006 júniusában egy új, három évre szóló szerződést írt alá a Boróval, egy hónappal később pedig megkapta a csapatkapitányi karszalagot, miután Gareth Southgate előlépett vezetőedzővé. 2007. március 10-én gólt szerzett az FA Kupában a Manchester United ellen. 2008. január 22-én Southgate Emanuel Pogatetzet nevezte ki csapatkapitánnyá, ezzel nagyobb odafigyelésre ösztönözve Boatenget.

### Hull City AFC
A Hull City 2008. július 10-én bejelentette, hogy megegyezett Boatenggel, az átigazolás hat nappal később vált hivatalossá. A Tigrisek 1 millió fontot fizettek érte.

## Válogatott
Boateng 2001 és 2004 között volt tagja a holland válogatottnak, összesen négy meccset játszott a nemzeti csapatban. 2001 novemberében, egy Dánia elleni 1-1-es mérkőzésen mutatkozott be.

## Külső hivatkozások
- George Boateng pályafutásának statisztikái a Soccerbase oldalon (angolul)